# Gerhard Kaun
Gerhard Kaun (* 11. Juli 1911 in Weimar; † 4. Dezember 1944 in  Brandenburg-Görden) war ein deutscher Kommunist und Widerstandskämpfer gegen den Nationalsozialismus.

## Leben
Der Arbeitersohn Kaun arbeitete als kaufmännischer Angestellter. In der Endphase der Weimarer Republik schloss sich Kaun 1932 der KPD an, zuvor war er bereits Mitglied des KJVD. 1933 wurde er wegen Verteilung kommunistischer Flugblätter verhaftet und zu zwei Monaten Gefängnis verurteilt. Nach seiner Entlassung war er erneut illegal tätig. Im Mai 1941 wurde er zur Wehrmacht eingezogen. Ab 1943 wurde als Obergefreiter im Heeresbekleidungsamt 1 in Berlin eingesetzt. 1942 fand er Kontakt zur Saefkow-Jacob-Bästlein-Organisation. Kaun beschaffte von der Organisation benötigte Ausrüstungsgegenstände aus den Beständen des Heeresbekleidungsamtes, aber auch Waffen. Er versandte illegale Flugschriften an Feldpostadressen. Nachdem er von Cäsar Horn und Helmut Wagner über die Ziele des NKFD informiert worden war, bildete Gerhard Kaun mit mehreren Soldaten eine Wehrmachtsgruppe der Bewegung „Freies Deutschland“.
Am 26. Juli 1944 wurde Gerhard Kann verhaftet. Der Erste Senat des „Volksgerichtshofs“ verurteilte ihn und Helmuth Wagner im Oktober 1944 zum Tod. Beide wurden im Zuchthaus Brandenburg-Görden ermordet.
Kaun wohnte in der Fehrbelliner Straße 28 in Berlin-Mitte, wo heute eine Gedenktafel an sein Wirken erinnert.